# Changan CS75 Plus
Changan CS75 Plus – samochód osobowy typu SUV klasy średniej produkowany pod chińską marką Changan od 2019 roku. Od 2024 roku produkowana jest druga generacja modelu.

## Pierwsza generacja

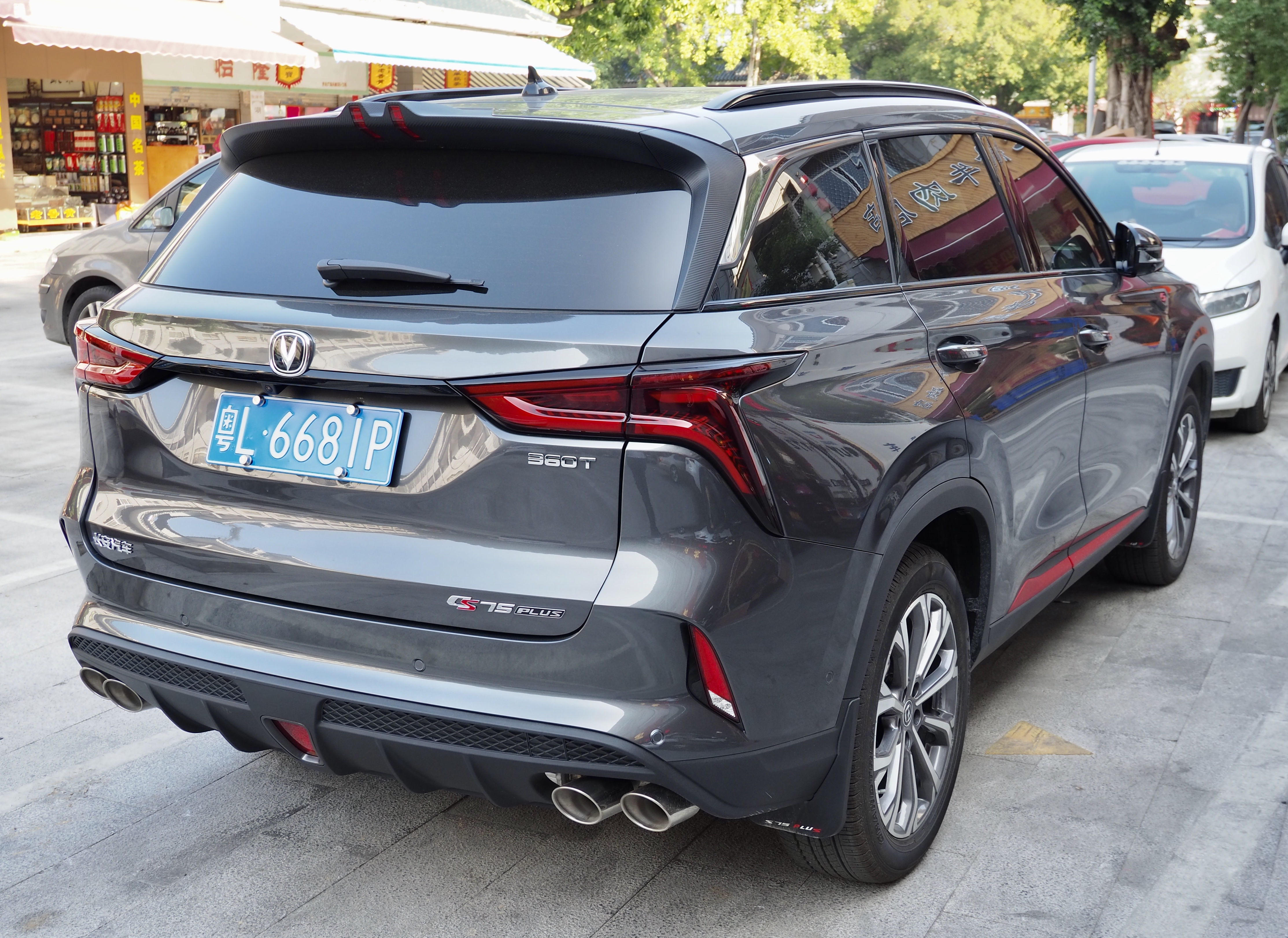
Changan CS75 Plus - tył

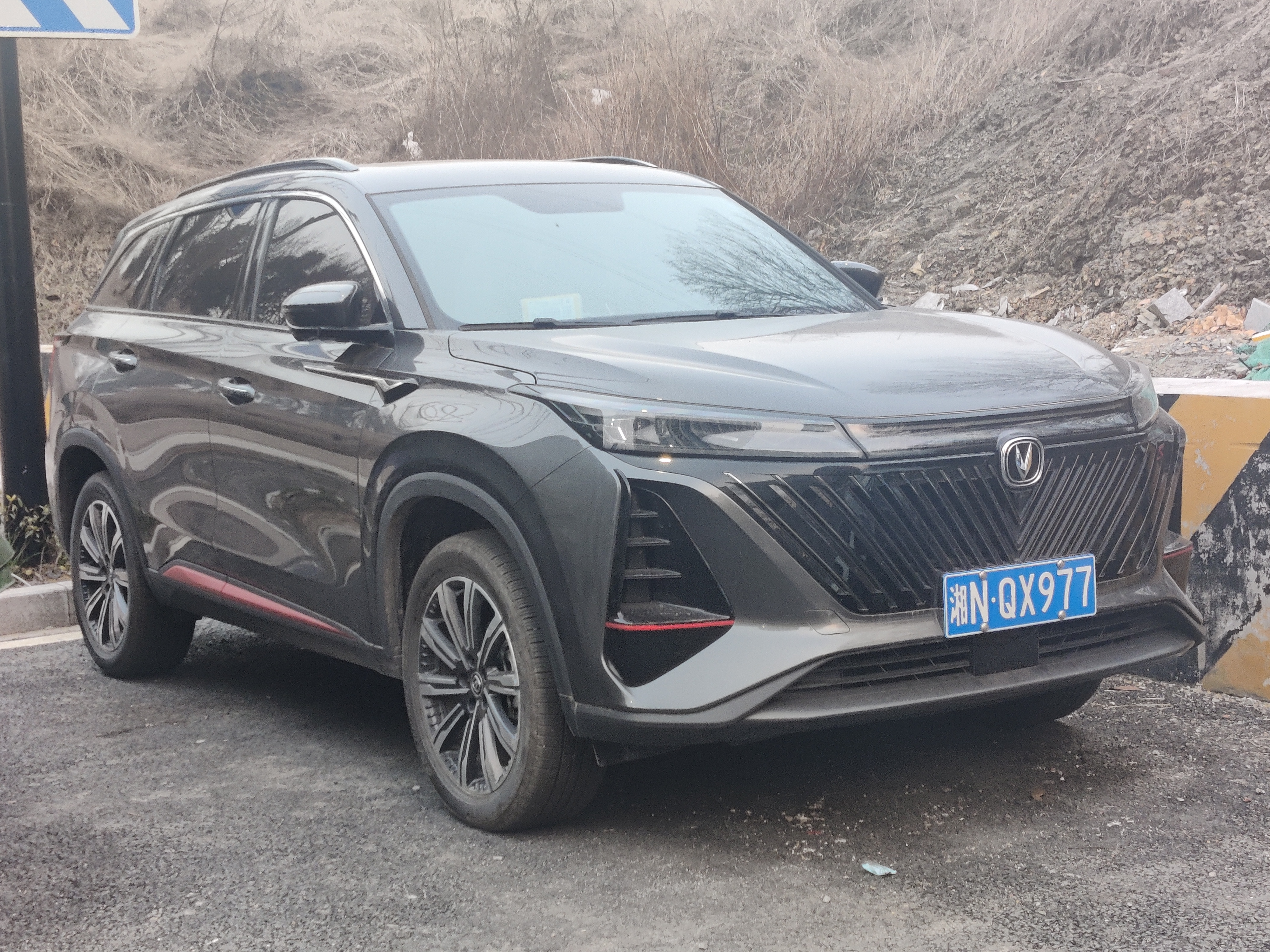
Changan CS75 po liftingu

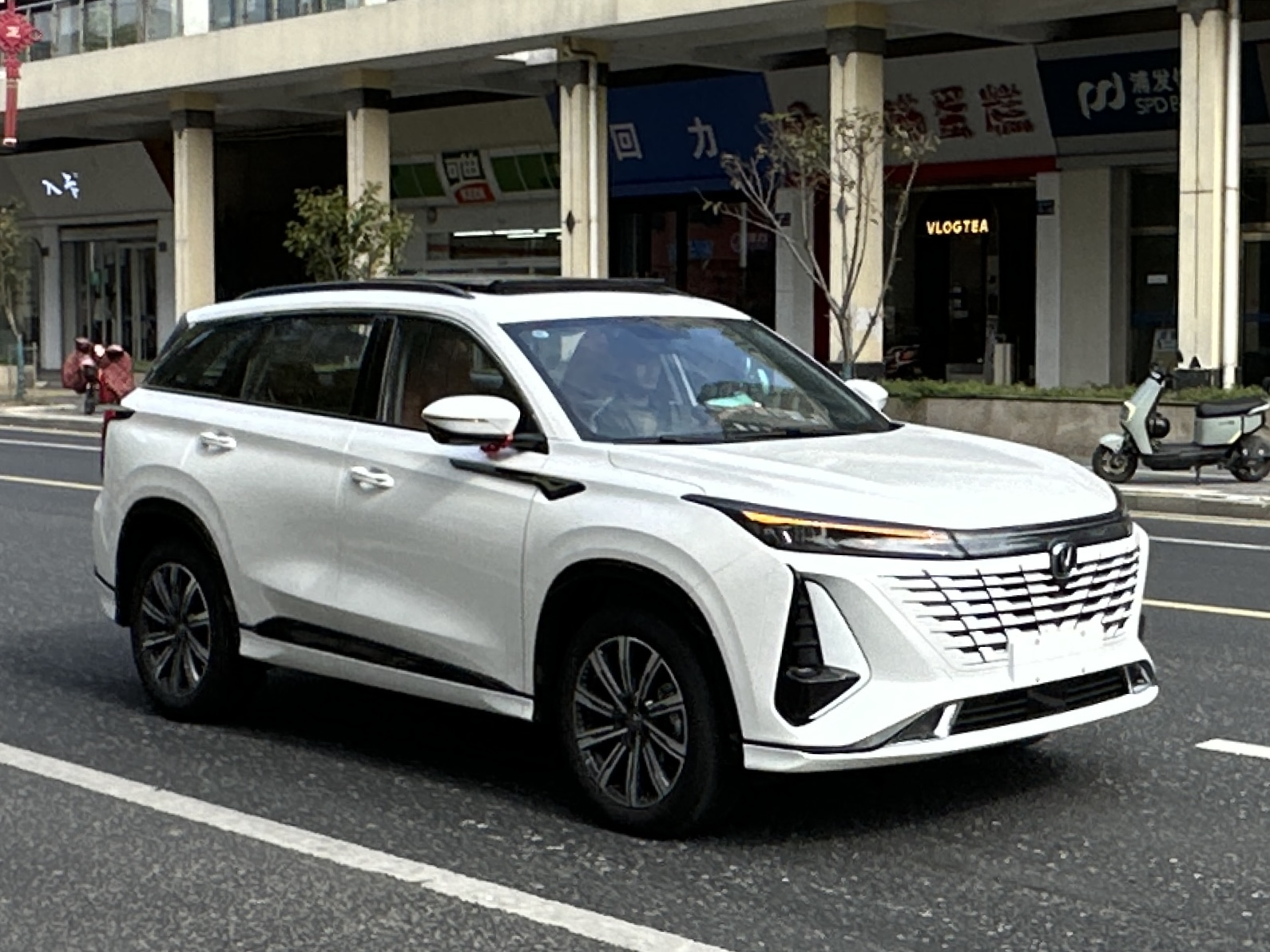
Changan CS75 po drugim liftingu

Changan CS75 Plus I został zaprezentowany po raz pierwszy w 2019 roku.
Podczas wystawy samochodowej w Szanghaju Changan przedstawił kolejny model stanowiący element ofensywy modelowej chińskiego producenta wśród samochodów typu SUV, plasując go pomiędzy topowymi modelami CS75 i CS95. Prezentując model CS75 Plus Changan przedstawił swój nowy, bardziej awangardowy język stylistyczny opracowany przez europejskie centrum projektowe we włoskim Turynie pod dowództwem niemieckiego projektanta, Bertranda Bacha.  
Samochód wyróżniły agresywnie ukształtowane reflektory wykonane w technologii LED, które połączył świetlisty pas tuż nad dużym, trapezoidalnym wlotem powietrza. Tylne lampy zyskały kształt bumerangów, z kolei kabinę pasażerską utrzymano w luksusowym charakterze poprzez zastosowanie m.in. wykończenia z eskóry i chromu, a także ambientowego oświetlenia obsługującego 67 różnych kolorów oświetlenia kabiny pasażerskiej. 

### Restylizacje
W listopadzie 2021 roku podczas wystawy samochodowej w Kantonie przedstawiony został CS75 Plus po obszernej restylizacji, w ramach której pojazd upodobniono do najnowszych konstrukcji Changana. Samochód zyskał przeprojektowany pas przedni z listwą LED łączącą reflektory, a także przemodelowane lampy tylne wraz z klapą bagażnika i zderzakami.
Dwa lata później samochód przeszedł kolejną restylizację, która ponownie skoncentrowała się na stylizacji pasa przedniego. Pojawił się nowy grill w kolorze nadwozia nawiązujący do nowszych modeli z serii UNI, a także przeprojektowane wloty powietrza i inne wkłady oświetlenia.

### Sprzedaż
Changan CS75 Plus powstał z myślą o wewnętrznym rynku chińskim. Jego sprzedaż rozpoczęła się pod koniec 2019 roku, umacniając dużą popularność linii modelowej CS75 wśród chińskich nabywców.

### Silniki
- R4 1.5l Turbo
- R4 2.0l Turbo

## Druga generacja

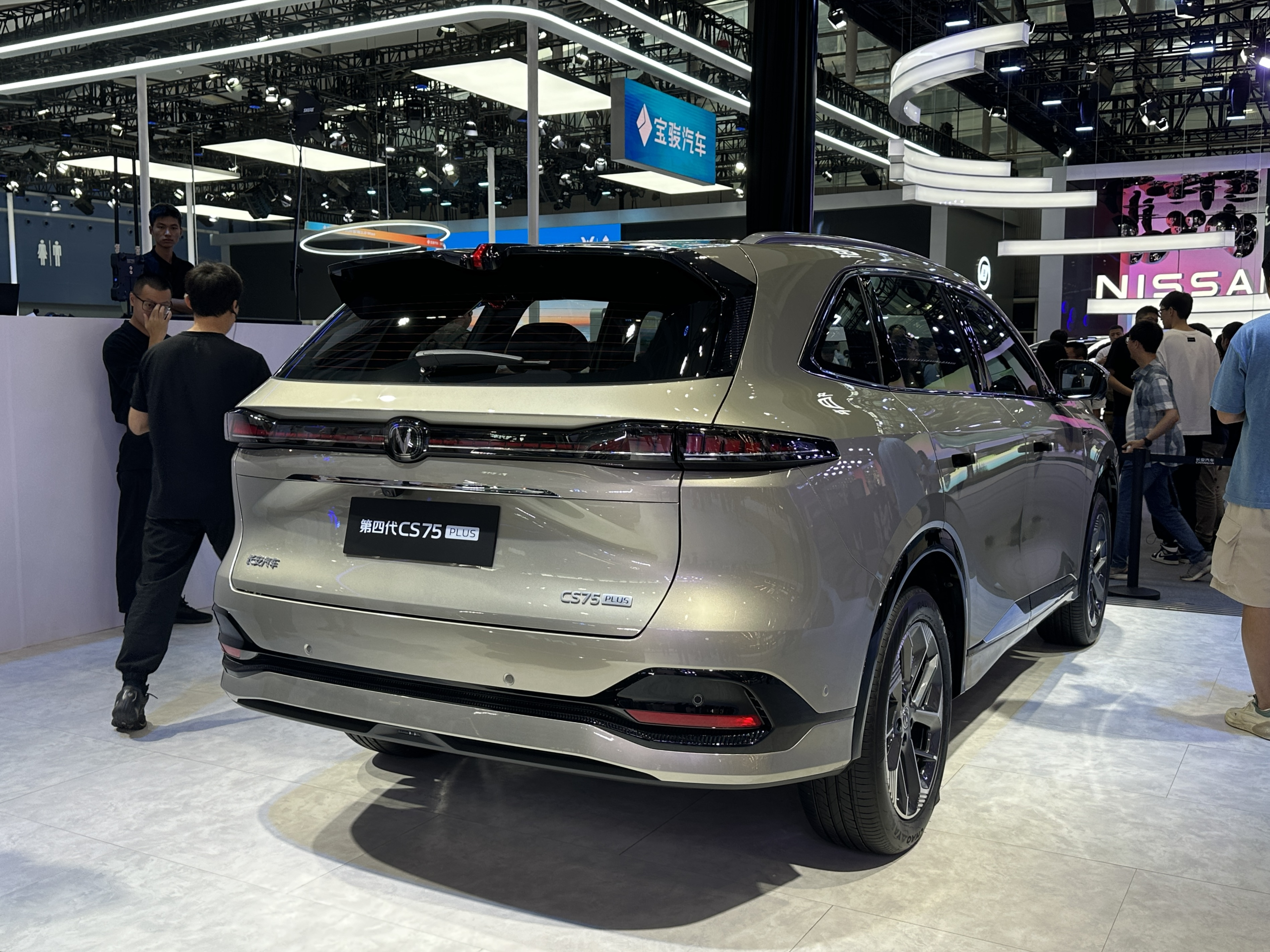
Changan CS75 Plus II - tył

Changan CS75 Plus II został zaprezentowany po raz pierwszy w 2024 roku.
Po 5 latach rynkowej obecności pierwszego CS75 Plus, Changan zastąpił go zupełnie nowym modelem drugiej generacji. Przeszła ona ewolucyjny zakres zmian, zyskując bardziej zachowawczą stylizację w stylu SUV-ów z linii "UNI", na czele z osłoną chłodnicy w kształcie odwróconego trapezu, a także rozbudowanymi reflektorami połączonymi górną listwą świetlną. Tylne lampy o strukturze pikseli również połączyła świetlna blenda, a częścią oświetlenia zarówno z przodu, jak i z tyłu stało się logo firmowe.
W stosunku do poprzednika druga generacja CS75 Plus stała się wyraźnie większa, z dłuższym nadwoziem i obszerniejszym rozstawem osi. Do napędu wykorzystano z kolei turbodoładowane, czterocylindrowe jednostki benzynowe o pojemności 1,5 litra lub 2 litrów, współpracując wyłącznie z automatyczną przekładnią biegów dostarczaną przez japońską firmę Aisin.

### Sprzedaż
Changan CS75 Plus II powstał zarówno z myślą o rodzimym chińskim rynku zbytu, jak i regionach globalnych takich jak m.in. Rosja, Bliski Wschód czy Chile. Początek sprzedaży zainaugirowano w połowie 2024 roku.

### Silniki
- R4 1.5l Turbo
- R4 2.0l Turbo